# Spezialtiefbauer

Spezialtiefbauer stellen mit Hilfe eines Bohrgerätes einen Bohrpfahl her.

Spezialtiefbauer ist die Bezeichnung für einen Beruf, der dem Bauhauptgewerbe zuzuordnen ist und in einer mehrjährigen Ausbildung erlernt wird. Anstellung finden Spezialtiefbauer in Bauunternehmen des Hoch- und Tiefbaus sowie bei Spezialtiefbauunternehmen im Tunnel- und Brückenbau.
Der Spezialtiefbauer führt Aufgaben des Spezialtiefbaus aus, wie etwa das Herstellen von Tiefgründungen, Injektionsankern und sorgt für die Wasserhaltung von Baugruben. Des Weiteren errichtet er Unterfangungen und wird im Tunnelbau eingesetzt.

## Aufgaben
Zu den Tätigkeitsschwerpunkten des Spezialtiefbauers zählt das Erstellen von Tiefgründungen, welche aus Bohrpfählen bestehen. Des Weiteren führt er den Verbau von Baugruben mit Hilfe von Bohrpfahl-, Trägerbohl-, Spund- oder Schlitzwänden aus und trägt die Verantwortung für die Wasserhaltung innerhalb der Baugrube. Zur Sicherung von Böschungen und Verbauwänden bringt der Spezialtiefbauer Injektionsanker in das Erdreich ein.
Im Tunnelbau ist der Spezialtiefbauer für den Fortschritt des Tunnelvortriebs verantwortlich und führt je nach Vortriebsart verschiedene Aufgaben aus. Wird der Tunnel bergmännisch aufgefahren, so führt er die Erdarbeiten sowie Abstützungsmaßnahmen der Tunnelwandung aus. Wird der Tunnel dagegen mit einer Tunnelbohrmaschine erstellt, so ist der Spezialtiefbauer für den Betrieb der Maschine verantwortlich.
Zur Bestimmung des anstehenden Bodens oder zur Feststellung der Bodengüte nimmt der Spezialtiefbauer mit Hilfe von Sondierungen oder Schürfen Bodenproben für die Baugrunduntersuchung im Grundbaulabor. Vor Ort stellt er nicht tragfähige Bodenschichten fest und führt Bodenverbesserungsmaßnahmen mit Bindemitteln oder einen Bodenaustausch durch.